# Classe Dokdo
A Classe Dokdo é uma classe de navios de assalto anfíbio da Marinha da Coreia do Sul, lançada em 2005 pela Hanjin Heavy Industries em Busan. Os requisitos dos navios eram para expandir as capacidades atuais das operações anfíbias, tanto em termos de ataque quanto em operações militares do tipo MOOTW. O ROKS Dokdo (LPH 6111)  é o maior do seu tipo na Ásia, com uma das mais rápidas velocidades máximas do mundo em matéria de grandes navios de assalto anfíbio.

## Histórico
Concebido sobre o programa Landing Platform Experimental (LPX), o contrato com os Estaleiros Hanjin Heavy Industries and Construction pelo ROKS Dokdo foi assinado em setembro de 2002 e a construção deu início meses depois. Foi lançado em julho de 2005 e comissionado em 3 de julho de 2007 pela Marinha da República da Coreia.
Embora o segundo navio fosse esperado há muito tempo, um contrato subsequente não foi assinado até dezembro de 2014. O batimento de quilha do ROKS Marado decorreu em 28 de abril de 2017, o lançamento em 14 de maio de 2018 e foi finalmente comissionado em 28 de junho de 2021.

## Descrição
Principalmente designado para missões de assalto anfíbio, as embarcações também desempenham papéis secundários como navio-almirante em uma frota e ajuda humanitária graças às suas instalações médicas.

### Aeronáutica
Cada embarcação possui deques espaçosos o suficiente para acomodar até cinco helipontos devidamente numerados a bombordo e outros dois à ré da estrutura da ilha (desde a popa até à ilha).
Uma variedade de entre 10 a 15 helicópteros podem ser transportados e operados, podendo ser os UH-60 Black Hawk / MH-60 Seahawk, KUH-1 Surion, Mk 99 Super Lynx e o CH-53E Super Stallion. Um V-22 Osprey (Dokdo) ou dois (Marado) podem ser transportados no deque de voo.

## Navios na classe
| Nº de amura                                                        | Nome   | Lançado             | Comissionado        | Estado |
| ------------------------------------------------------------------ | ------ | ------------------- | ------------------- | ------ |
| 6111                                                               | Dokdo  | 12 de julho de 2005 | 3 de julho de 2007  | Ativo  |
| 6112                                                               | Marado | 14 de maio de 2018  | 28 de junho de 2021 | Ativo  |
| Notas                                                              |        |                     |                     |        |
| O terceiro navio foi cancelado durante o governo de Lee Myung-bak. |        |                     |                     |        |

## Galeria

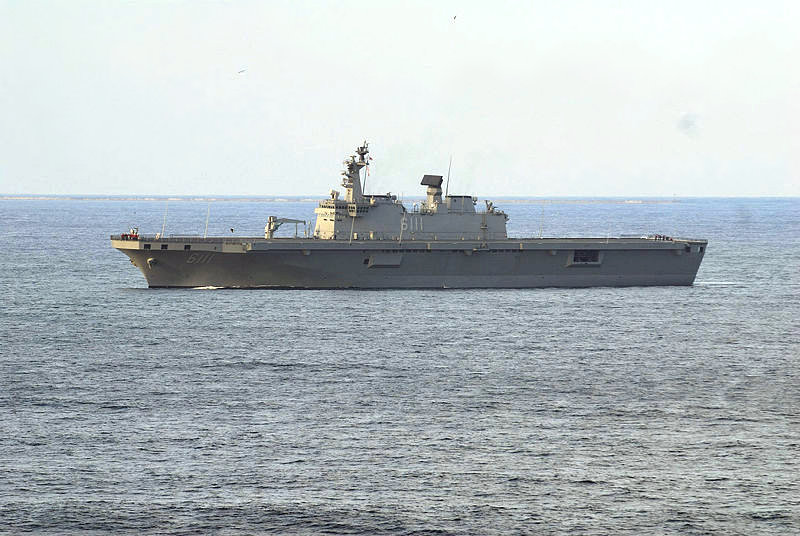
ROKS Dokdo em andamento.
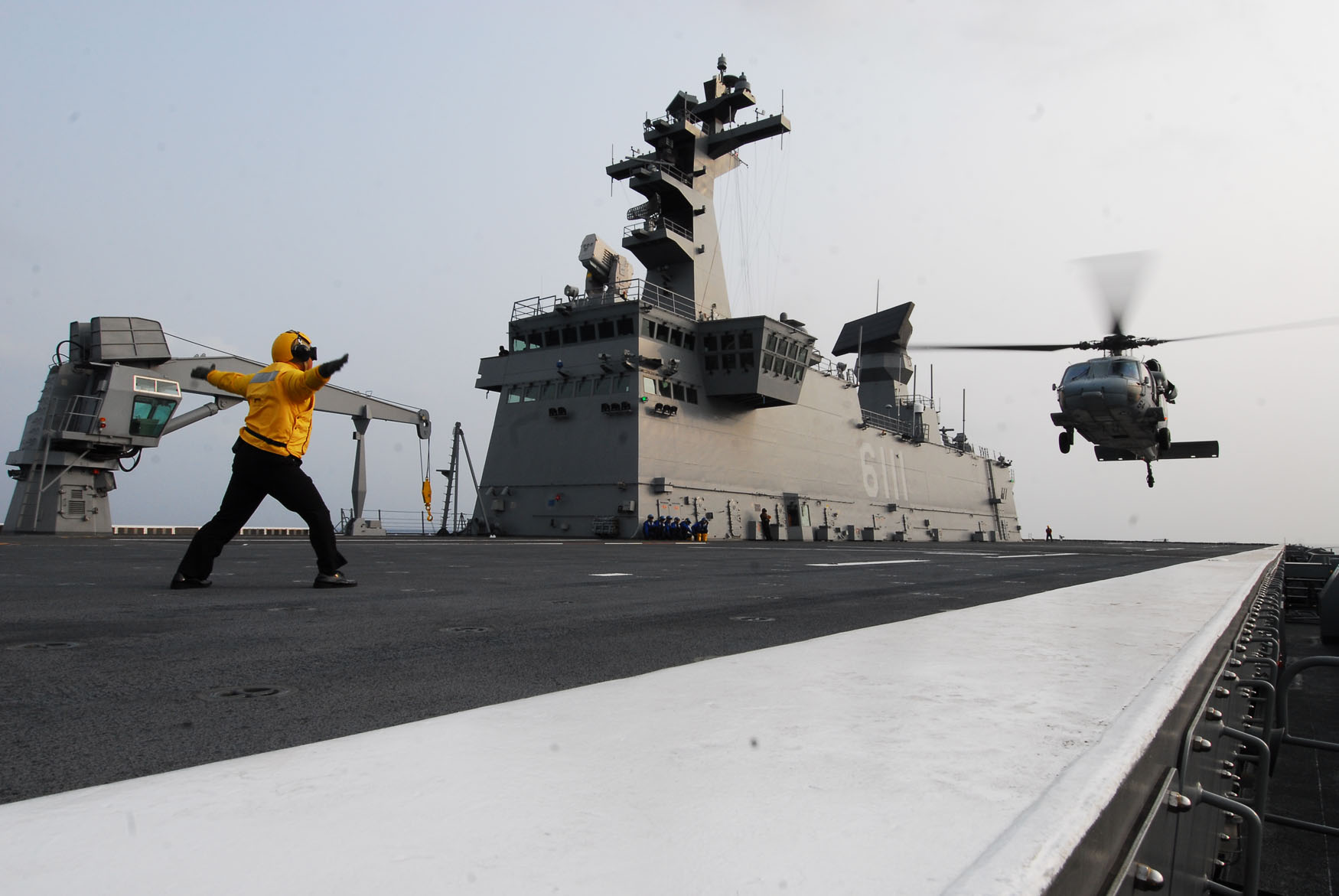
Dokdo operando um helicóptero MH-60S da Marinha dos EUA.
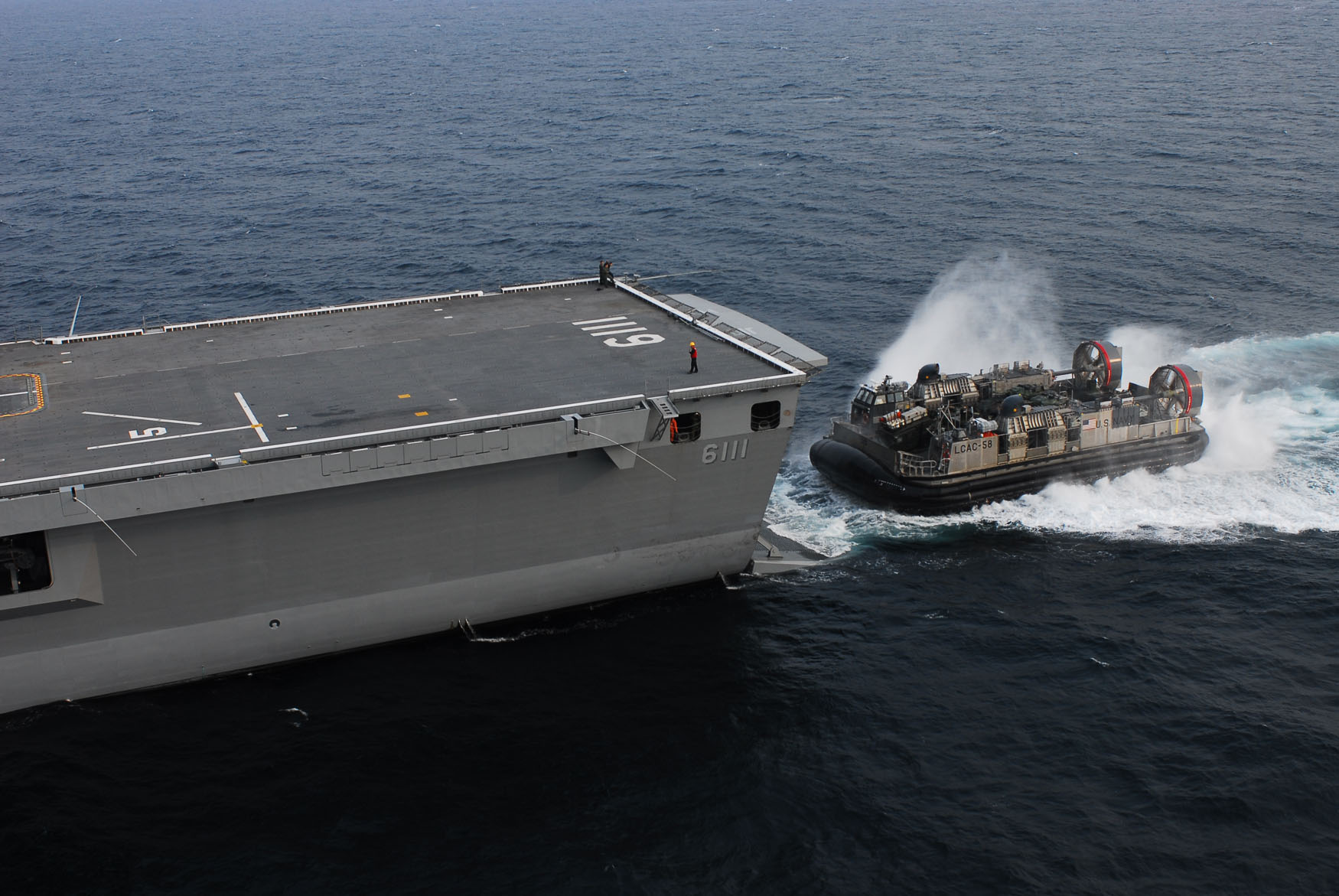
RHIB (Rigid Hulled Inflatable Boat) operado a partir da doca interna do Dokdo, situada na popa.